# Тремолето (Пиза)
Тремолето је насеље у Италији у округу Пиза, региону Тоскана.
Према процени из 2011. у насељу је живело 105 становника. Насеље се налази на надморској висини од 100 м.